# Radio Mélodie
Radio Mélodie est une station de radio basée à Sarreguemines. Fondée au début de l'année 1987 par un Français, Pierre Lacroix et un Allemand, Bernard Ley, la radio a connu de fortes turbulences à ses débuts. Malgré tout, une poignée de volontaires parvient à la faire subsister.
Exploitée par l’association Musique sans frontières, les studios se situent à Sarreguemines depuis ses débuts. La radio diffuse ses émissions en deux endroits, avec des fréquences de 102.7 MHz à Cadenbronn (depuis sa création) et 102.9 MHz à Schœneck (depuis novembre 2011,,). Elle dispose aussi de son propre site internet, qui lui permet de transmettre ses programmes par streaming. Elle est d'autre part présente sur des applications mobiles.
Adhérente au GIE Les Indés Radios et au SIRTI, Radio Mélodie est une station diffusant ses programmes en Moselle-Est (Sarreguemines, Forbach, Bitche) et en Alsace Bossue (Sarre-Union, Drulingen).

## Format
Son format parvient à mêler les sonorités populaires de la variété française et allemande (Schlager). À tendance « Gold » (nom donné aux radios diffusant de la musique des années 1970 à 80), la radio s’adresse à un public adulte, voire senior. Le statut multilingue et multiculturel de la station découle directement dans ses contenus musicaux et éditoriaux (chroniques en platt et en allemand).
Une évolution musicale s’est opérée au milieu des années 2000 : Sébastien Jung, président de la radio, décide de renouveler la programmation. Jadis tournée vers les mélodies à base d’accordéon et autres musiques de fanfare, la radio quitte son format ultra-sénior et vise les adultes en adaptant sa programmation musicale. Au fil du temps, la radio parvient à quitter son statut de radio associative pour un modèle commercial. La grille des programmes s’adapte à ce courant. Émergeront alors des artistes contemporains qui n’étaient pas diffusés jusque-là : Hélène Ségara, Mickael Miro, ou encore Marina D’amico.

## Communications
- Depuis 2009, Radio Mélodie participe aux différentes cavalcades de la région[9] : Sarreguemines, Kleinblittersdorf, Puttelange-aux-Lacs, Reinheim, Hombourg-Haut, Bitche, Sarre-Union, ou encore Creutzwald.

- En janvier 2012, un nouveau site arrive[10]. Ce site est à nouveau mis à jour en octobre 2013 avec une version adaptée aux smartphones et tablettes.

## Pour compléter